# ديك البرابر (فلم)
ديك البرابر فيلم دراما مصري بطولة نبيلة عبيد وفاروق الفيشاوي عبد الله غيث - حسين الشربيني - عزيزة راشد - إنعام سالوسة. من إنتاج سنه 1992.

## القصة
يعيش المليونير الدخاخني في حي الجمالية أشبه بطاغية يشتري الأشياء بثمن بخس ثم يبيعها بمغالاة في الأسعار ويمتلك ربع الحي . يعاني الدخاخني من أن هذا الميراث سيذهب إلى أزواج بناته الأربع خاصة أن ابنه الوحيد يعاني من بله ملحوظ ويعيش في حالة طفولية . يفكر الدخاخني في أن يزوج ابنه من عشرية الفتاة التي سبق أن استولى على ممتلكاتها . وتوافق عشرية على الزواج من خلف شريطة أن يعيد إليها الدخاخني ممتلكاتها ، لكن العجوز يخفي في داخله شيئًا . فهو ينوي أن يطلق عشرية من خلف بعد أن تنجب ولي العهد الجديد ، وأن يسترد منها أملاكه . ولكن خلف العبيط يتصدى لأبيه ويطلق النار عليه فيرديه قتيلا ويرفض أن يطلق زوجته التي أنجبت له ابنًا هو في الحقيقة ابن سفاح من زوجها السابق .

## فريق العمل
- الإخراج: حسين كمال.
- التأليف: محمود أبو زيد.

### بطولة
- نبيلة عبيد - عبد الله غيث - فاروق الفيشاوي - حسين الشربيني - عزيزة راشد - إنعام سالوسة.